# Ptinus spitzyi
Ptinus spitzyi is een keversoort uit de familie klopkevers (Ptinidae). De wetenschappelijke naam van de soort werd in 1838 gepubliceerd door A. Villa & G.B. Villa.